# Asmate versofasciata
Asmate versofasciata là một loài bướm đêm trong họ Geometridae.